# Chrastné
Chrastné este o comună slovacă, aflată în districtul Košice-okolie din regiunea Košice. Localitatea se află la altitudinea de 240 m deasupra n.m., se întinde pe o suprafață de 4,73 km2 și în 2017 număra 570 de locuitori.

## Istoric
Localitatea Chrastné este atestată documentar din 1357.

## Demografie
| An:                | 1994 | 2004    | 2014    | 2024    |
| ------------------ | ---- | ------- | ------- | ------- |
| Număr de persoane: | 321  | 376     | 483     | 726     |
| Diferență:         |      | +17,13% | +28,45% | +50,31% |

| An:                | 2023 | 2024   |
| ------------------ | ---- | ------ |
| Număr de persoane: | 701  | 726    |
| Diferență:         |      | +3,56% |